# 深圳南头直升机场
深圳南头直升机场（又称：深圳直升机场，南头机场，深圳(中信)海洋直升机场）位于中国广东省深圳市南山区南海大道与北环大道交界处，拥有一条跑道。与深圳宝安国际机场直线距离约为15公里，两机场跑道方向交叉。机场总建筑面积为3.2万平方米，设有机场候机楼、16个停机坪和设备完善的指挥塔，可同时起落16架直升机。

## 概要

### 建设
深圳直升机场由中国海洋航空公司、中国直升飞机公司、中国海洋石油总公司、南海石油服务总公司和深圳工业发展公司联合兴建，总投资额为5000万，1983年3月，由基建工程兵负责建设的深圳直升机场在南头正式开工，同年10月17日建成使用，为深圳首座直升机场。

### 定位
筹建之初，深圳直升机场主要为南海油气开发服务，直升机以深圳作为母港，飞抵南海协助勘探石油。就在深圳机场选址悬而未决之际，拥有16个直升机坪的深圳直升机场，曾一度考虑引入短程起降飞机，在深圳机场建成之前，以直升机场之名暂代深圳机场之实。
从建成发展到现在，深圳直升机场的功能也日益多样化，开展各类通用航空业务，包括国内陆上石油服务、海上石油服务、人工降水、医疗救护、航空探矿、直升机引航作业、通用航空包机飞行、公务飞行、空中游览、出租飞行、直升机机外载荷等。而深圳直升机场，亦一直作为中信海直公司的基地进行运作。

### 跑道
深圳直升机场共有一条跑道：方向11/29，长585米，宽18米。

## 空中交通管制
南头机场与宝安机场划为同一个管制空域，由于11跑道延长航线与宝安机场33跑道下滑道交叉，进出南头机场的航空器必须注意观察，严格听从管制指挥，防止空中危险进近和相撞。
南头机场拥有独立管制台，设立塔台席位，塔台呼号为“南头”，负责该机场的放行、地面、起降，离场航空器离地后联系珠海终端管制中心，离开珠海进近管制圈后移交回南头机场进行程序管制，进场航空器下降至南头机场塔台空域内后由珠海进近移交至本场塔台指挥。由本场离场的航空器需由宝安塔台同意，否则只能在本场做五边飞行等。

## 机场迁移规划
经过20多年发展，1983年建成的深圳直升机场所在的偏远地带已经变成南山中心区，直升机场附近居民和商业活动越发频繁。直升机虽然为深圳城市的灾难救援、石油勘探提供大量服务，但直升机起降噪音日益扰乱周边居民正常生活；此外，由于安全需要周围建筑物必须限高，严重制约当地片区发展。
2012年2月，在南山区五届人大六次会议上，有人大代表建议从城市发展和资源充分利用角度出发，应将直升机场搬迁至离市中心较远地方，促进当地社区经济发展。
2018年5月9日，《市规划国土委关于观澜樟坑径机场用地选址方案、规划设计条件及基本生态控制占用方案公示展示的通告》发布，其中显示新机场选址。樟坑径机场用地规划总用地面积29.2公顷，包括机场运行区25.52公顷、油库区0.6公顷、运行保障区3.1公顷。运行区大部分用地及油库用地均位于龙华区观湖街道，少量用地就横跨于龙岗区平湖街道。
2020年1月11日，中信海直正式签署《南头直升机场搬迁项目补偿协议书》，正式搬迁后，周边约1200万平方米产业空间将被释放。

## 机场事迹
- 1983年，深圳直升机场在深圳市南头镇东北约2公里建成并部分交付使用，可同时起落16架直升飞机。主要为华南各海域勘探、开发海洋石油运送各种器材、物资，为海上工作人员提供生活服务。

- 1983年，由中国海洋航空公司等五家大公司共同注资的 中国海洋直升机专业公司正式成立，简称中海直，总部设在深圳直升机场。

- 1993年8月5日，深圳清水河大爆炸事故发生后，有重伤员需要紧急送到广州治疗，深圳直升机场即刻起飞两架直升机，在卫生系统医务人员的配合下，将4名重伤员及时送抵广州。

- 2008年5月12日中国四川汶川发生里氏8.0级地震。5月15日凌晨，总部位于深圳的中信海直公司，接到征用命令后，在3个小时内从深圳等7个地区，调集12架直升机飞赴汶川参与抗震救灾。来自深圳的两名直升机飞行员救起67名地震伤者。[1]

## 交通

### 公路
- 107国道、 广深高速公路、北环大道经由南海大道

### 市内公交

#### 经 直升机场站
- 74　民治民塘路总站 - 阳光科创公交总站
- 122　荔山工业园总站 - 中科院研究院
- M313　沙河东公交总站 - 南航明珠花园北门
- M528　深圳湾口岸 - 机场新航站楼
- M539　TCL国际E城总站 - 南山中心区总站
- 高快巴士29　凤凰总站 - 银湖汽车站总站
- 高快巴士30　光明圳美总站 - 前海航海路总站
- 高峰专线165　石岩综合场站 - 科技生态园公交总站